# Urakawa
Urakawa (浦河町  Urakawa-chō?) es un pueblo situado en el distrito Urakawa de la subprefectura Hidaka, Hokkaidō, Japón.
A partir de 2008, el pueblo tiene una población estimada de 14 814 con una densidad de 21,3 habitantes por km². La superficie total es de 694,24 km².

## Clima
Urakawa tiene un clima continental húmedo lindando con un clima oceánico con veranos cálidos e inviernos fríos. La precipitación es abundante durante todo el año, pero es más mayor de mayo a octubre.
| Parámetros climáticos promedio de Urakawa | Parámetros climáticos promedio de Urakawa | Parámetros climáticos promedio de Urakawa | Parámetros climáticos promedio de Urakawa | Parámetros climáticos promedio de Urakawa | Parámetros climáticos promedio de Urakawa | Parámetros climáticos promedio de Urakawa | Parámetros climáticos promedio de Urakawa | Parámetros climáticos promedio de Urakawa | Parámetros climáticos promedio de Urakawa | Parámetros climáticos promedio de Urakawa | Parámetros climáticos promedio de Urakawa | Parámetros climáticos promedio de Urakawa | Parámetros climáticos promedio de Urakawa |
| Mes                                       | Ene.                                      | Feb.                                      | Mar.                                      | Abr.                                      | May.                                      | Jun.                                      | Jul.                                      | Ago.                                      | Sep.                                      | Oct.                                      | Nov.                                      | Dic.                                      | Anual                                     |
| ----------------------------------------- | ----------------------------------------- | ----------------------------------------- | ----------------------------------------- | ----------------------------------------- | ----------------------------------------- | ----------------------------------------- | ----------------------------------------- | ----------------------------------------- | ----------------------------------------- | ----------------------------------------- | ----------------------------------------- | ----------------------------------------- | ----------------------------------------- |
| Temp. máx. media (°C)                     | 0.2                                       | 0.2                                       | 3.2                                       | 8.3                                       | 12.9                                      | 16.2                                      | 20.0                                      | 22.8                                      | 20.4                                      | 15.4                                      | 9.2                                       | 3.4                                       | 11                                        |
| Temp. media (°C)                          | -3.0                                      | -3.0                                      | 0.0                                       | 4.8                                       | 9.3                                       | 13.1                                      | 17.2                                      | 19.9                                      | 16.9                                      | 11.5                                      | 5.5                                       | 0.1                                       | 7.7                                       |
| Temp. mín. media (°C)                     | -6.4                                      | -6.5                                      | -3.3                                      | 1.4                                       | 5.8                                       | 10.2                                      | 14.8                                      | 17.4                                      | 13.4                                      | 7.5                                       | 1.8                                       | -3.1                                      | 4.4                                       |
| Precipitación total (mm)                  | 45.2                                      | 34.0                                      | 52.5                                      | 89.6                                      | 104.2                                     | 118.2                                     | 137.1                                     | 152.6                                     | 135.9                                     | 104.9                                     | 93.1                                      | 64.2                                      | 1131.5                                    |
| Nevadas (cm)                              | 38                                        | 22                                        | 15                                        | 3                                         | 0                                         | 0                                         | 0                                         | 0                                         | 0                                         | 0                                         | 5                                         | 24                                        | 107                                       |
| Horas de sol                              | 136.2                                     | 161.2                                     | 200.4                                     | 188.6                                     | 209.6                                     | 157.9                                     | 132.0                                     | 152.3                                     | 175.3                                     | 183.3                                     | 126.5                                     | 108.4                                     | 1931.7                                    |
| Humedad relativa (%)                      | 66                                        | 67                                        | 72                                        | 77                                        | 81                                        | 88                                        | 91                                        | 88                                        | 81                                        | 72                                        | 67                                        | 65                                        | 76.3                                      |
| Fuente: NOAA (1961-1990)                  |                                           |                                           |                                           |                                           |                                           |                                           |                                           |                                           |                                           |                                           |                                           |                                           |                                           |